# یپون
یپون (به انگلیسی: Yeppoon) یک شهرک در استرالیا است که در کوئینزلند واقع شده‌است.

## نگارخانه

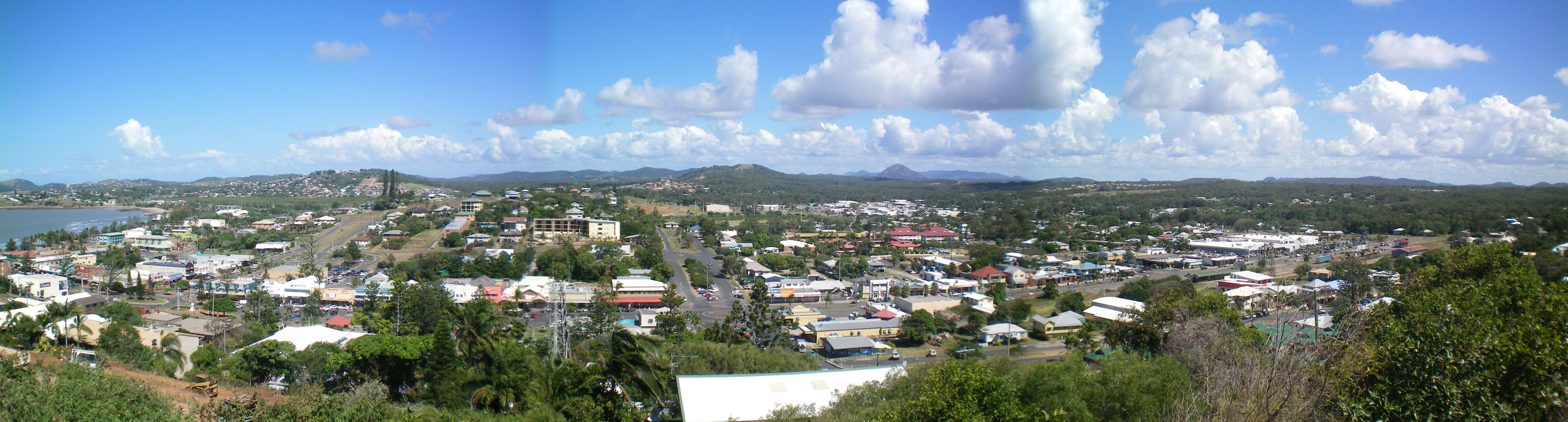
پانوراما بالای یپون
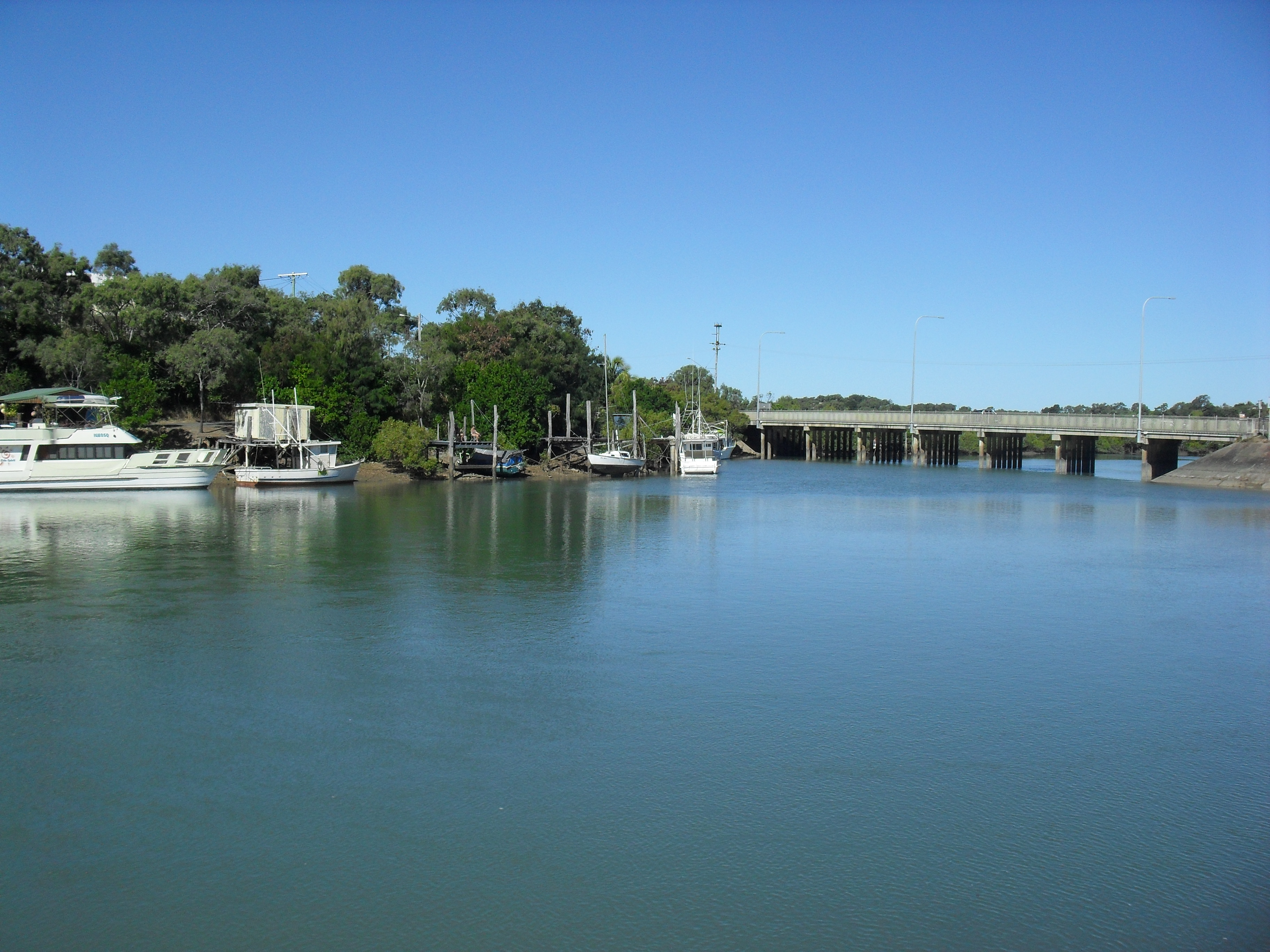
پل پیک بالای رود راس
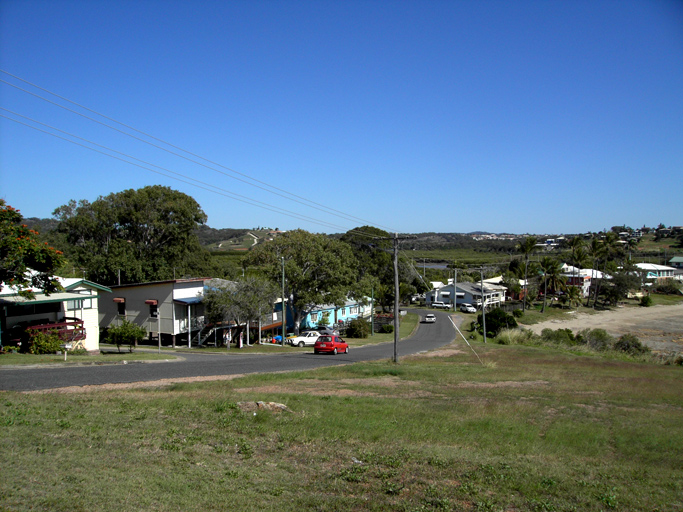
ساحل کویی
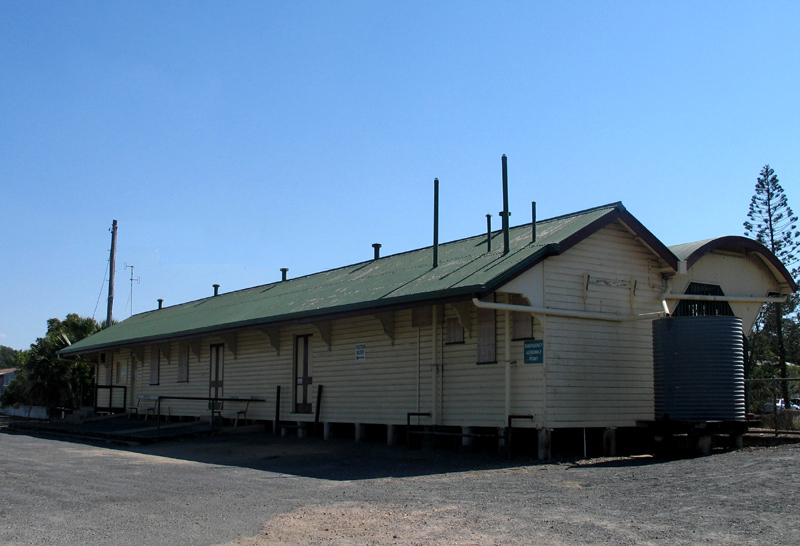
ایستگاه قطار یپون
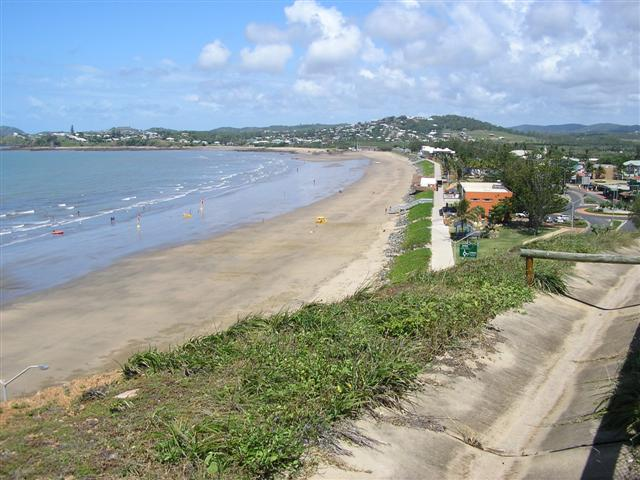
ساحل اصلی یپون
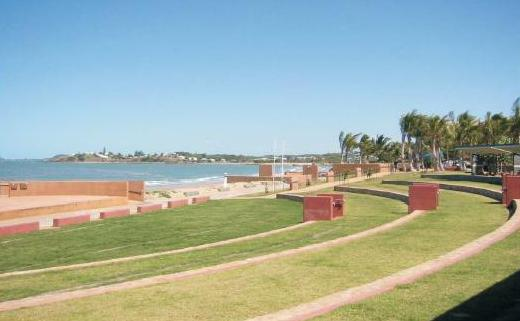
آمفی تئاتر ساحل یپون
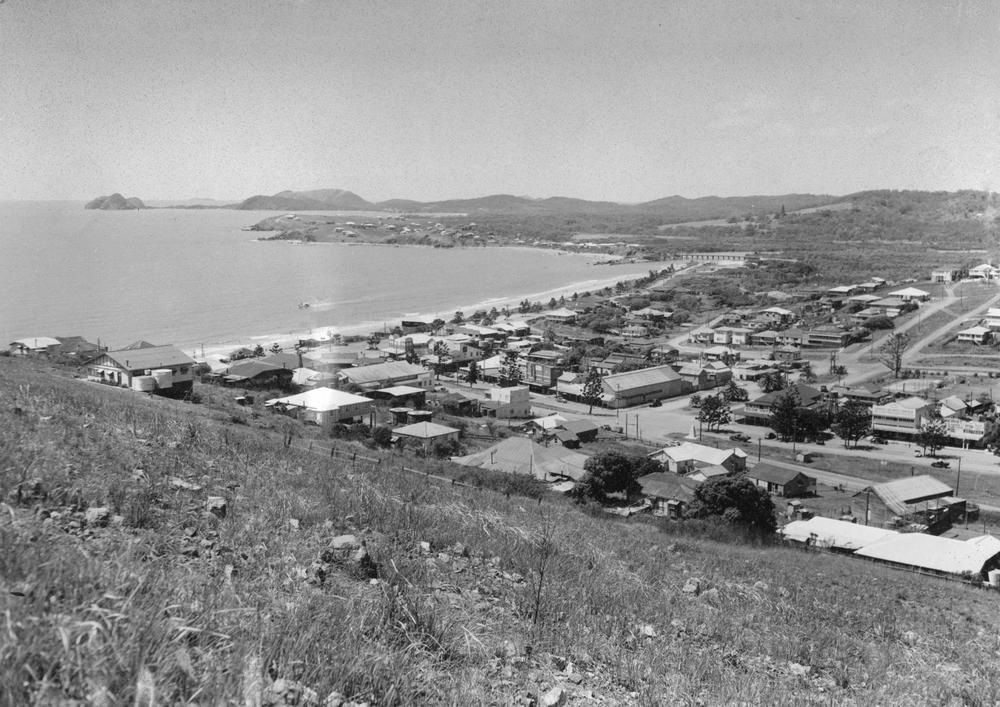
شهر یپون ۱۹۵۳
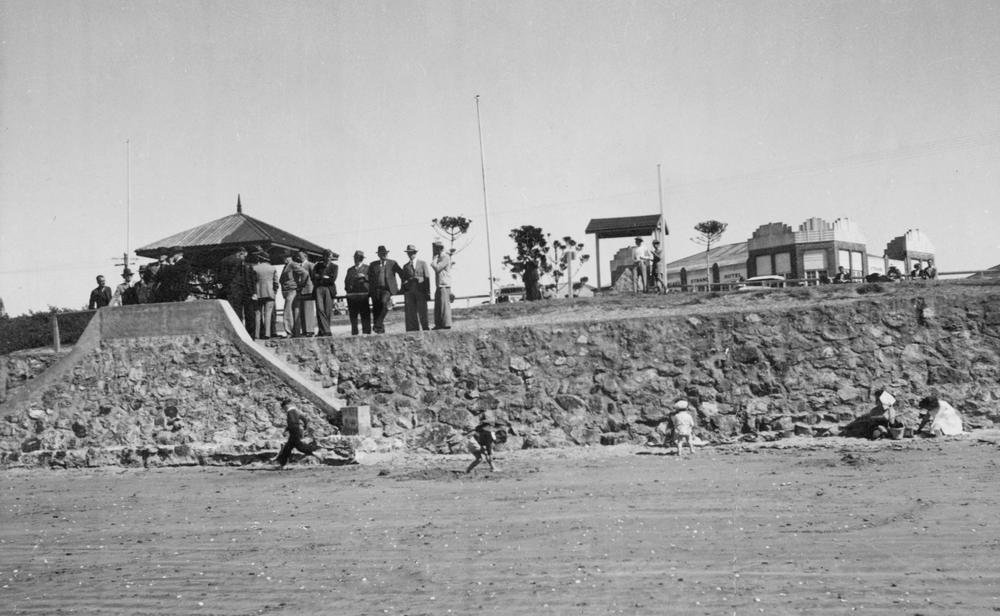
شهر یپون ۱۹۴۸
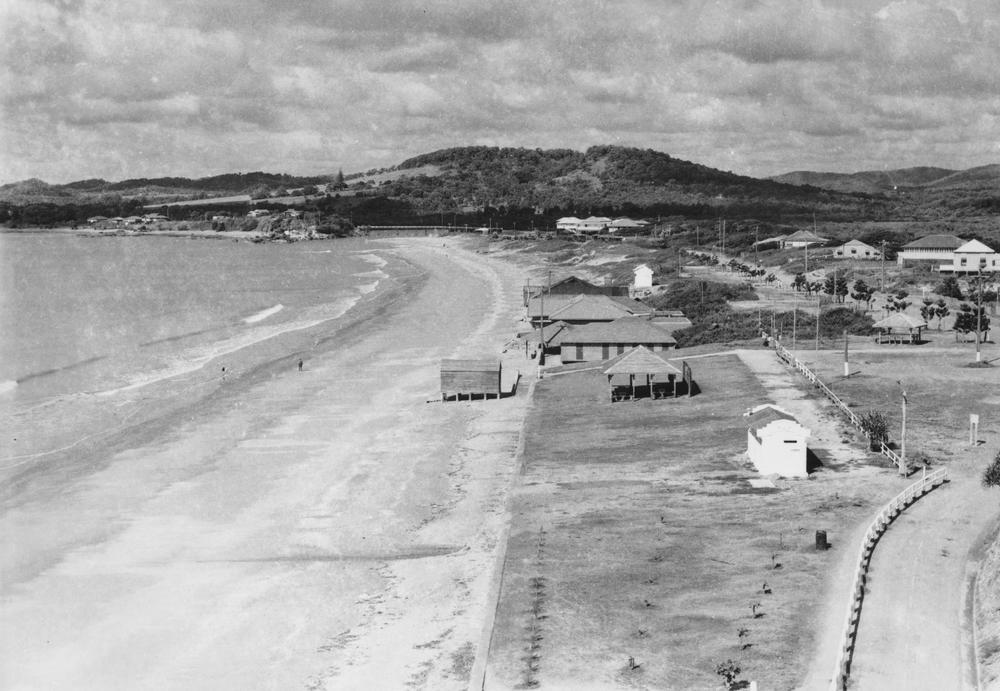
شهر یپون ۱۹۳۶